# Starnumanbossen

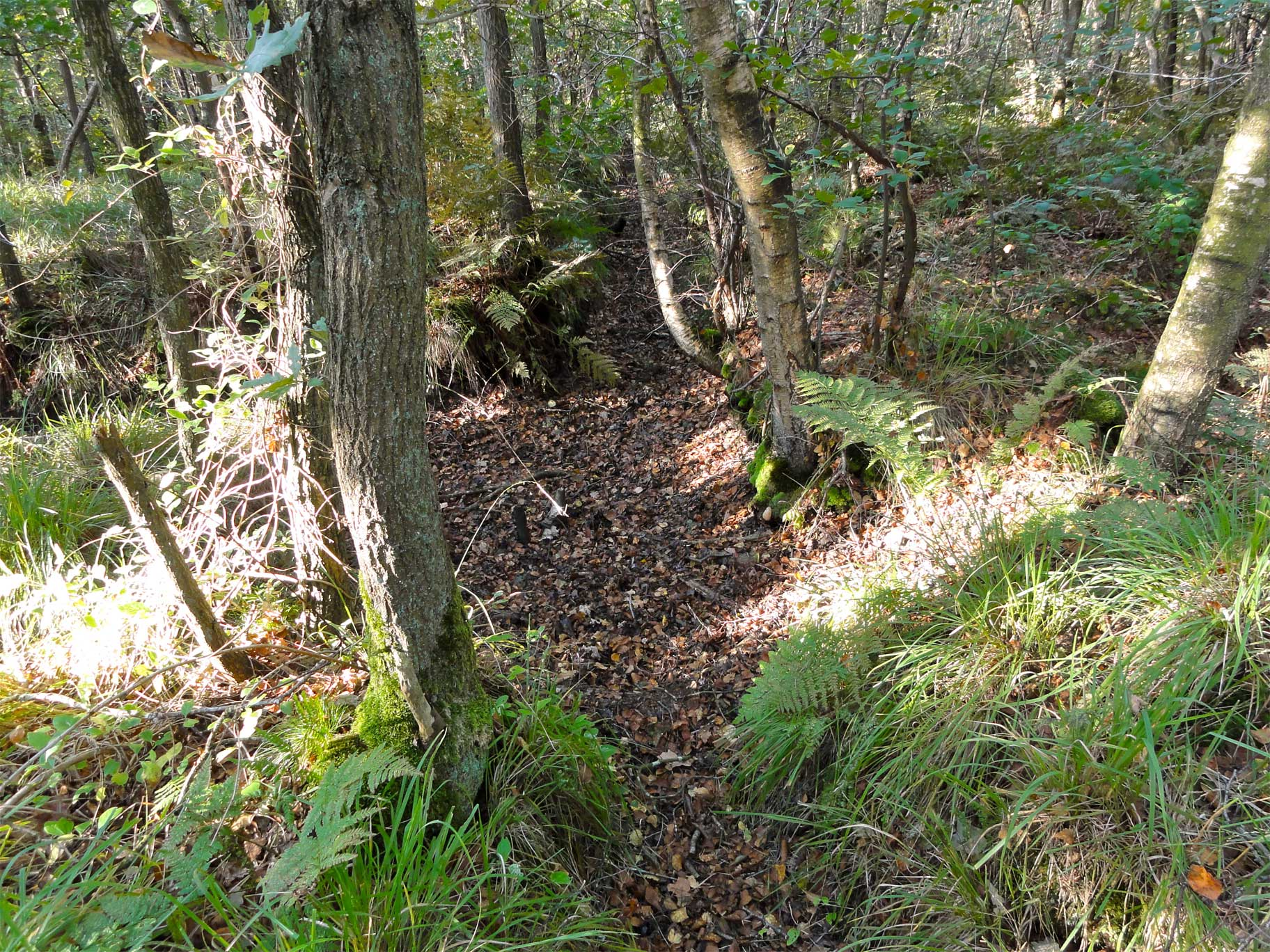
De rabattenstructuur van de Starnumanbossen (dammen tussen greppels)

De Starnumanbossen zijn een natuurgebied in Gaasterland in de Nederlandse provincie Friesland.
De Starnumanbossen danken hun naam aan de familie Star Numan. Deze familie bezat, evenals de aan hen verwante familie Van Swinderen, grote bosgebieden in Gaasterland voor de exploitatie van eikenhout en eikenschors. De Starnumanbossen grenzen aan het Lycklamabos en de Bremer wildernis, die door de Van Swinderens werden geëxploiteerd. De Starnumanbossen zijn sinds de jaren tachtig van de 20e eeuw in beheer bij Staatsbosbeheer, die het westelijk deel, tussen de Kippenburg en Ruigahuizen tracht om te vormen tot een oerbos. Vanwege de onderliggende keileemlaag in het bos, die geen water doorlaat, werden er greppels gegraven voor de afwatering. De vrijgekomen grond werd gebruikt voor de ophoging van het beboste gedeelte. Dit gaf de Starnumanbossen een kenmerkende rabattenstructuur. Aan de noordwestzijde worden de Starnumanbossen begrensd door de Luts en de N359. Aan de overzijde hiervan ligt het Harichsterbos.
Balksterbos · 
Bremer wildernis ·
Elfbergen ·
Harichsterbos ·
Jolderenbos ·
Lycklamabos ·
Nijemirdumerheide ·
Oudemirdumer Klif ·
Rietpollen ·
Roekebos ·
Rijsterbos ·
Séfonsterpolder ·
Sondelerleien ·
Starnumanbossen ·
Steile Bank ·
Wijckelerhop ·
Wijde Rijn ·
Wikelerbosk ·
Wyldemerk ·
Het Zwin